# Lawrynomyces
Lawrynomyces Karasiński – rodzaj grzybów z rzędu szczeciniakowców (Hymenochaetales).

## Charakterystyka
Grzyby kortycjoidalne o owocniku rozpostartym, rozproszonym, cienkim. Hymenofor gładki, brzeg nieokreślony, bez ryzomorfów. System strzępkowy monomityczny, strzępki proste, szkliste, cienko- lub grubościenne z prostymi przegrodami. Cystydy cylindryczne z główkowatymi wierzchołkami, czasami występują hyfidy. Podstawki nieregularne lub nieco cylindryczne, z mniejszym lub większym trzonkiem, 4-sterygmowe, rzadziej 2-sterygmowe, zazwyczaj bez sprzążek. Bazydiospory stosunkowo duże, szeroko elipsoidalne do niemal kulistych, z nieco pogrubionymi ściankami i wyraźnym wierzchołkiem, gładkie, nieamyloidalne, niecyjanofilne.
Do Lawrynomyces włączono Hyphoderma capitatum, gatunek odbiegający od typowych Hyphoderma.

## Systematyka i nazewnictwo
Pozycja w klasyfikacji według Index Fungorum: Incertae sedis, Hymenochaetales, Agaricomycetidae, Agaricomycetes, Agaricomycotina, Basidiomycota, Fungi.
Takson utworzył w 2013 r. Dariusz Karasiński.
Gatunki:
- Lawrynomyces capitatus (J. Erikss. & Å. Strid) Karasiński 2013 – tzw. strzępkoskórka bezsprzążkowa
- Lawrynomyces etruriae (Bernicchia) Salcedo, Melo & Olariaga 2020

Nazwy naukowe na podstawie Index Fungorum. Nazwa polska według W. Wojewody.